# Empties
Empties (oorspronkelijke titel: Vratné lahve, ofwel Lege flessen) is een Tsjechische film uit 2007, geschreven door Zdeněk Svěrák en geregisseerd door diens zoon Jan Svěrák. De hoofdrol wordt gespeeld door de schrijver Zdeněk Svěrák. De film vertelt het verhaal van een onderwijzer die zich er niet bij neer wenst te leggen dat hij ouder wordt.

## Verhaal
De leraar Josef wordt te oud om nog aan te kunnen sluiten bij het leven van zijn leerlingen. Waar zijn leerlingen bij het woord “prullenbak” vooral denken aan een icoontje op de computer, associeert hij het begrip met de mand in de hoek. Hij stapt daarom op als leraar maar weigert om zich oud te voelen en om zich navenant te gedragen. Hij vindt een betrekking in de supermarkt bij de afdeling lege flessen, waar hij zich als koppelaar ontpopt. Zijn dochter, die hij aan een oud-collega probeert te koppelen, is daar minder gelukkig mee. Ook zijn echtgenote, die eenzaam en verwaarloosd thuis zit, is met de veranderingen niet blij.

## Rolverdeling
| Acteur             | Personage     | Opmerkingen     |
| ------------------ | ------------- | --------------- |
| Zdenek Sverák      | Josef Tkaloun | hoofdrol        |
| Tatiana Vilhelmová | Helenka       | zijn dochter    |
| Daniela Kolářová   | Eliška        | zijn echtgenote |
| Jiří Macháček      | Landa         | zijn vriend     |

## Achtergrond
De film is het laatste deel van een serie van drie films die vader en zoon Sverak maakten. In 1992 maakten ze Elementary School over de jeugd, en in 1996 Kolya over de volwassenheid. Deze laatste film over de ouderdom is het sluitstuk van het drieluik. De samenwerking tussen vader en zoon verliep niet altijd zonder discussies. Het duurde daarom enige tijd voordat deze laatste film verscheen, na de afronding van Kolya. In de tussenliggende elf jaren maakte Tsjechië een grote ontwikkeling door. In de film is dat niet altijd zichtbaar, omdat gepoogd werd de sfeer te laten aansluiten op de twee voorgangers.

## Prijzen en nominaties
| jaar | prijs                                                               | categorie     | uitslag  |
| ---- | ------------------------------------------------------------------- | ------------- | -------- |
| 2007 | Publieksprijs in het Internationaal filmfestival van Karlsbad       | Jan Sverak    | gewonnen |
| 2007 | Speciale vermelding in het Internationaal filmfestival van Karlsbad | Zdeněk Sverak | gewonnen |